# Cryptacanthodes giganteus
Cryptacanthodes giganteus är en fiskart som först beskrevs av Kittlitz, 1858.  Cryptacanthodes giganteus ingår i släktet Cryptacanthodes och familjen Cryptacanthodidae. Inga underarter finns listade i Catalogue of Life.